# Paubha

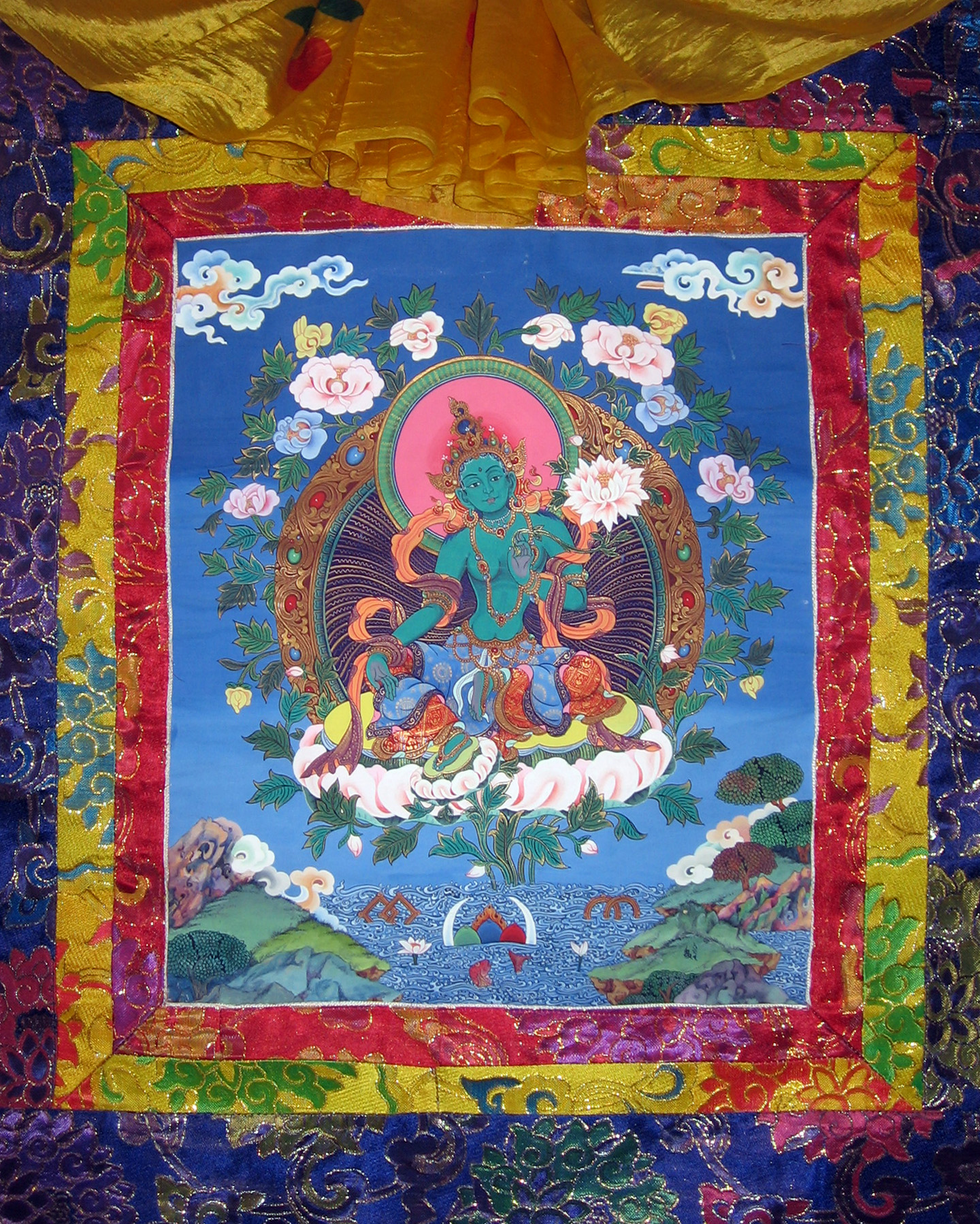
Paubha Waumha Tara ("Tara verde")

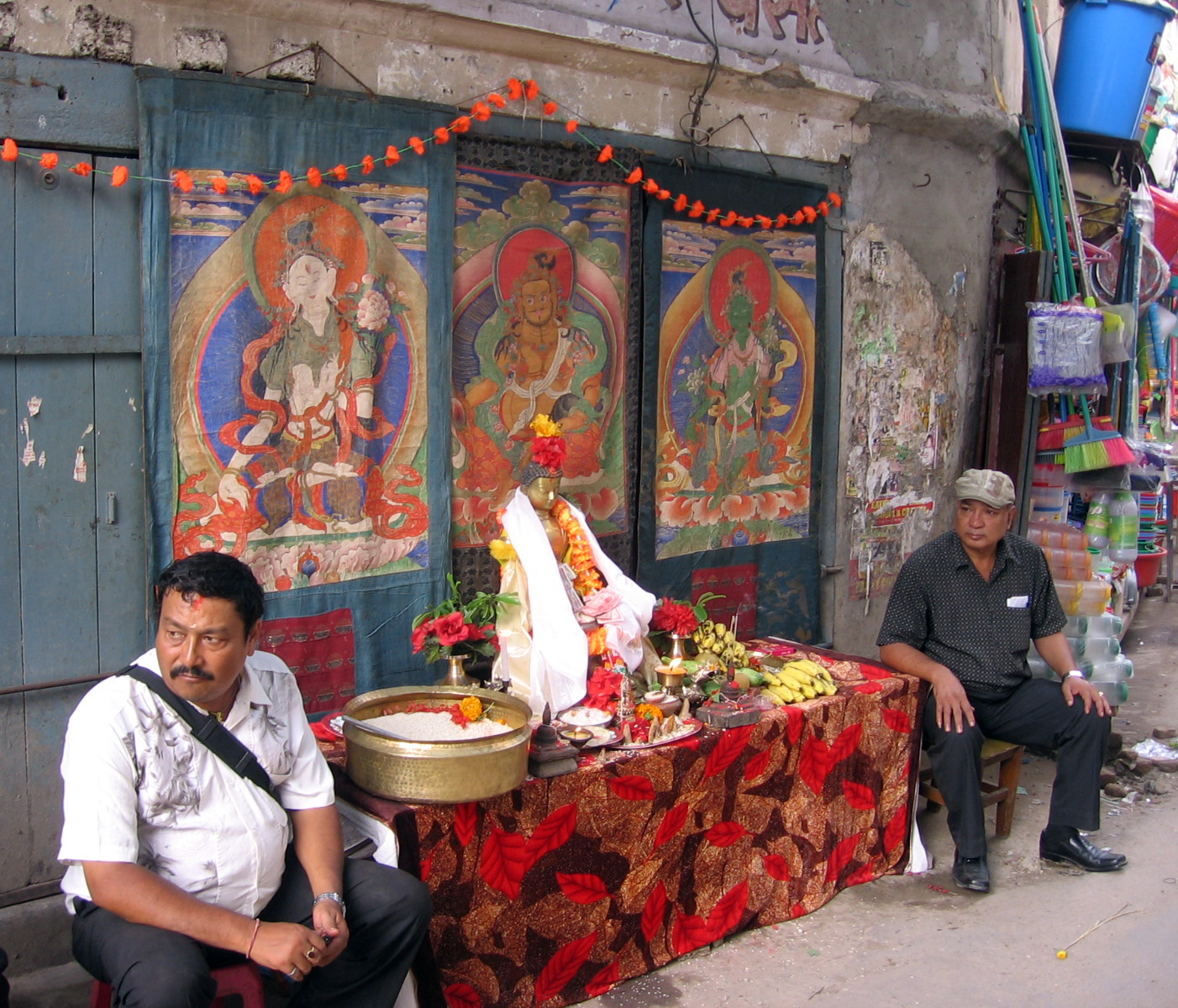
Paubhas exhibidas durante el festival de la limosna en Katmandú.

Un paubhā (en Devanagari: पौभा) es un tipo de pintura religiosa tradicional del pueblo Newa de Nepal. Los paubhas representan a deidades, mandalas o monumentos, y son utilizados para ayudar en la meditación de un practicante. Es el equivalente tibetano al thangka.
La mayoría de los paubhas muestran temas budistas, aunque unos pocos observan motivos hinduistas. Las pinturas se hacen para ganar el mérito religioso para el artista y el patrón. Los budistas newa comisionan a artistas para pintar paubhas, que se exhiben durante festivales y otras ocasiones especiales. Los pintores tradicionales de paubhas corresponden a la casta Chitrakar, quienes son conocidos como Pun (पुं) en Nepal Bhasa.

## Historia
Se cree que un paubha de Amitābha de propiedad del Museo de Arte del Condado de Los Ángeles es el más antiguo espécimen hecho en un estilo que data del siglo XI.
El paubha más temprano datado que haya sido descubierto hasta ahora es Vasudhara Mandala, pintado en el año 1365 (Nepal Sambat 485). Es un ejemplo de la habilidad de los artistas newa, que los hizo buscados en toda la región del Himalaya y hasta China. Artistas y mercaderes newa llevaron el arte de los paubha al Tíbet, a partir del cual evolucionó el thangka tibetano.

## Técnica pictórica
Los paubhas son pintados en un pedazo rectangular de lona. Se preparan aplicando una mezcla de pegamento de búfalo y arcilla blanca en él. La superficie luego es frotada con una piedra lisa para darle brillo. La pintura se hace de acuerdo a las reglas y dimensiones dictadas por la tradición, y los artistas no pueden ejercer su creatividad.
La pintura está hecha de minerales y plantas. También se utilizan en paubhas pinturas de oro y de plata. Los ojos de la deidad se pintan cuando el resto de la pintura se ha completado, lo que se conoce como "mikhā chāyekegu" (abrir los ojos). El brocado se cose al borde del paubha para hacer un marco para su exhibición.
Desde la perspectiva de la composición, la superficie de un paubha suele estar ocupada por una figura grande en el centro, que se coloca dentro de un santuario y se rodea de registros de figuras más pequeñas en los lados; el fondo se rellena generalmente con elementos naturales, tales como rocas reproducidas en modelos abstractos. El color es a menudo profundo y con sombras sutiles de las figuras, poseyendo exquisitas representaciones de los detalles, lo que es un sello de los primeras paubhas nepalíes.

## Exhibiciones
Una exhibición anual de estatuas de Buda Dīpankara y paubhas se efectúa en patios reales a lo largo del valle de Katmandú. La ceremonia es conocida como "Bahidyah Bwayegu" (बहीद्यः ब्वयेगु), y se celebra durante el mes de Gunla (agosto), que es un mes sagrado para los budistas newa. Grupos de devotos dirigidos por bandas musicales hacen un recorrido por los patios para ver las exhibiciones. En los últimos tiempos, estas exposiciones se han hecho en menos ocasiones y con una duración más corta, debido al miedo a los ladrones de arte.